# Jeff McNeil
Jeff McNeil (Santa Bárbara, California, 8 de abril de 1992) es un jugador profesional estadounidense de béisbol que se desempeña en la posición de segunda base en New York Mets, equipo de las Grandes Ligas de Béisbol (MLB).

## Carrera
Fue seleccionado en la 12.ª ronda en el Draft de la MLB de 2013. En 2018 hizo su debut profesional con el equipo New York Mets, donde lleva jugando siete temporadas.